# Nunatak Petljakova
Nunatak Petljakova är en nunatak i Antarktis. Den ligger i Östantarktis. Norge gör anspråk på området. Toppen på Nunatak Petljakova är 1 602 meter över havet.
Terrängen runt Nunatak Petljakova är en högslätt, och sluttar söderut. Trakten är obefolkad. Det finns inga samhällen i närheten.